# Antonio Maspes

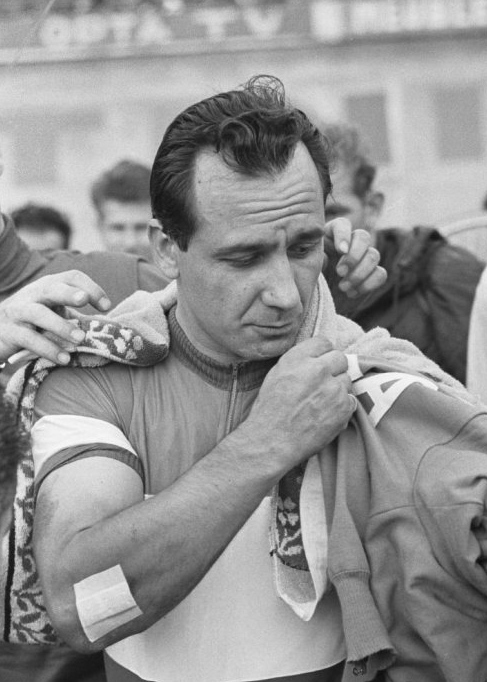
Antonio Maspes, 1963

Antonio Maspes (* 15. Januar 1932 in Mailand; † 19. Oktober 2000 ebenda) war ein italienischer Radrennfahrer.

## Sportliche Laufbahn
Antonio Maspes wurde vielfacher italienischer Meister und gewann zusammen mit Cesare Pinarello Bronze im Tandemrennen der Olympischen Spiele 1952 in Helsinki. Danach wurde Maspes Berufsfahrer und war bis 1968 aktiv. Wegen seiner beeindruckenden Fähigkeiten bei Stehversuchen nannte man den Bahnsprinter den „König der Balance“. Auf seiner Heimatbahn, dem Vigorelli-Velodrom von Mailand, war Maspes ein gefeierter Star und er wurde als Profi der beste Sprinter seiner Zeit. Sieben Titel gewann er bei Bahn-Radweltmeisterschaften, in Mailand 1955, Kopenhagen 1956, Amsterdam 1959, Leipzig 1960, Zürich 1961, Mailand 1962 und Paris 1964. Elfmal wurde Maspes Italienischer Meister im Bahnsprint. Am 21. Juli 1960 stellte Maspes in Rom einen neuen Weltrekord über 200 Meter (10.08 Sek.) auf. Als einzigem Fahrer gelang es ihm, fünfmal hintereinander den renommierten Sprint-Klassiker Grand Prix de Paris zu gewinnen. Den Grand Prix Amsterdam gewann er 1957 und 1963, den Grand Prix d’Anvers 1960 und 1961, den Grand Prix Kopenhagen dreimal. Den Grand Prix Turin, einen der ältesten Wettbewerbe im Bahnradsport, gewann er 1957.
Legendär ist Maspes' Stehversuch gemeinsam mit dem Niederländer Jan Derksen auf seiner Heimatbahn in Mailand während der Bahn-Radweltmeisterschaften 1955, der 32 Minuten und 20 Sekunden dauerte und schließlich von den Schiedsrichtern abgebrochen wurde.

## Trivia
Als Jugendlicher gab Maspes mehrfach ein falsches Geburtsdatum an, um an den Wettkämpfen im Männerbereich teilnehmen zu können. 1967 wurde er zu einer Bewährungsstrafe wegen der Teilnahme an illegalen Glücksspielen verurteilt.